# Haute cuisine

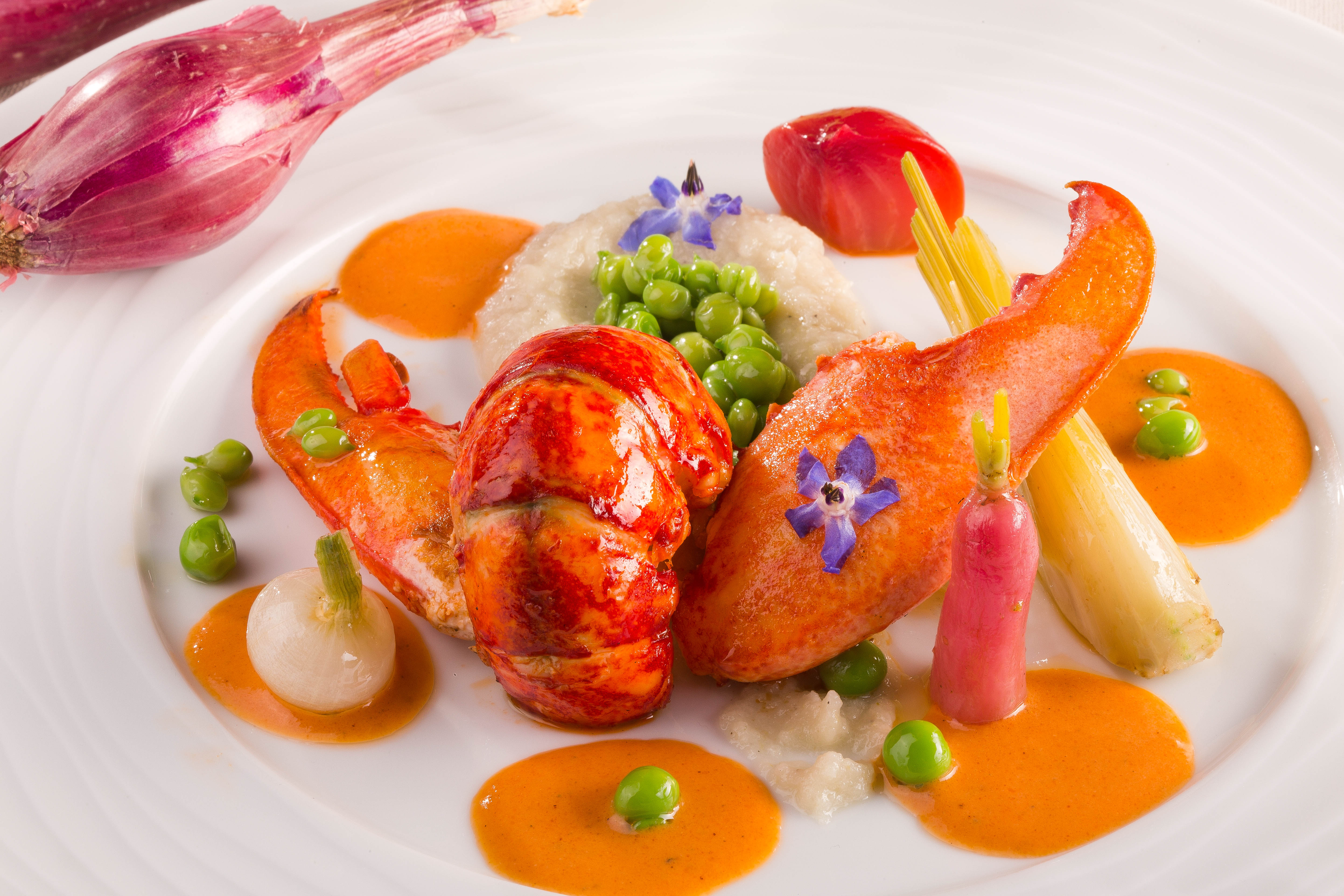
Astice con coriandolo e salsa di pomodoro

La haute cuisine o grande cuisine è un tipo di cucina francese distinta per l'uso di alimenti pregiati, la ricchezza e l'equilibrio dei sapori e l'estetica elegante. Proprio per tali motivi, questo tipo di cucina rientra nell'ambito della cucina gourmet.

## Storia
La haute cuisine getta le sue radici tra il quindicesimo e il sedicesimo secolo ed era inizialmente di puro appannaggio della monarchia Oltralpe.  Tra i suoi primi rappresentanti vi era François Pierre de la Varenne (1618-1678), cuoco di corte che cambiò i connotati della cucina francese ideando delle ricette composte da piccole portate a base di alimenti di alta qualità, che erano molto diverse dalle vivande più fastose precedentemente di tendenza tra i reali. Altri importanti esponenti della haute cuisine furono Marie-Antoine Carême (1784-1833), i cui insegnamenti vengono tutt'oggi messi in pratica dai cuochi francesi, e Auguste Escoffier (1846-1935), ritenuto il massimo rappresentante della cosiddetta cuisine classique. Durante gli anni sessanta prese piede una tendenza nata in contrapposizione alla haute cuisine conosciuta come nouvelle cuisine, composta da piatti più leggeri e meno conditi. Con il passare degli anni, la nouvelle cuisine verrà a identificarsi con la haute cuisine.